# Eva Výborná
Eva Výborná (* 7. listopadu 1965, Český Krumlov) je česká výtvarná umělkyně, malířka, umělecká fotografka a pedagožka.

## Život
Po studiu na Pedagogické fakultě v Českých Budějovicích (1984–1989) byla přijata na Akademii výtvarných umění v Praze. Roky 1989–1991 strávila v Ateliéru kresby u pedagožky Jitky Svobodové a školní rok 1991–1992 v Ateliéru malby u Bedřicha Dlouhého. Následně přestoupila k Vladimíru Kokoliovi do Ateliéru grafiky II, kde také roku 1996 diplomovala. 
Od roku 1996 vyučuje na Střední uměleckoprůmyslové škole sv. Anežky České v Českém Krumlově. Samostatně vystavuje od roku 1998. V letech 1999 a 2002 se zúčastnila Nového zlínského salonu v Krajské galerii výtvarného umění ve Zlíně. Během roku 2003 byla pozvána na přehlídku Ejhle světlo v Moravské galerii v Brně, kolektivní výstavu Retroperspektiva v Domě pánů z Kunštátu pod Domem umění města Brna a na výstavu Nejmladší v Národní galerii v Praze. O desetiletí později se její práce staly součástí velké výstavní přehlídky Ze středu ven v Plzni a Košicích (2014–2015). Žije v obci Dobrá Voda u Českých Budějovic.

## Dílo
Výborná se zaměřuje na lidské vnímání prostoru. Její tvorba je má abstraktní základ, nicméně dotýká se naší zkušenosti s prostorem a povědomí o jeho podobách.
Třebaže se věnuje malbě, kresbě a v minulosti se věnovala také grafickým technikám, už v 2. polovině 90. let jejímu zájmu o vztahy mezi prostorem a světlem začala vyhovovat zejména fotografie. Vzniku jejích snímků vždy předchází inscenace scény v malých trojrozměrných modelech, v nichž si testuje, jak se prostor proměňuje při použití světla o různých intenzitách. Takto vytvořené scény následně fotograficky zaznamenává za pomoci barevných filtrů.
Výborné fotografie mohou připomenout velké nekonkrétní architektonické celky, či naopak podhledy do interiérů – rozličné průchody, chodby, zákoutí či labyrinty. Významnou roli v jejich vyznění sehrává neurčitost měřítka a barevná osvětlení. Kurátorka několika jejích výstav, výtvarná umělkyně Jolana Havelková v tomto směru uvádí, že některé „působí, že jsou zaznamenány ze značné vzdálenosti a z výšky, jiné fotografie vyvolávají pocit pohledu na velmi blízký předmět či mikrostrukturu".  Teoretik umění Jiří Valoch pro změnu upozornil na geometrické aspekty jejích děl s tím, že její fotografie „nezobrazují primárně určité geometrické formy a jejich vztahy, ale spíše rozptýlené, neostré a měkké záznamy barevného světla, které tyto formy odrážejí.“ 

## Samostatné výstavy (výběr)
- 2023 Cestou. Galerie D 9, České Budějovice [9]

- 2022 Tvary ticha II. Purkrabství hradu Klenová, Galerie Klatovy / Klenová [6]

- 2018 Meditace o prostoru. Klášter Zlatá Koruna

- 2017 Tvary ticha. Jihočeské muzeum v Českých Budějovicích [10]

- 2014 Obrazy. Galerie Měsíc ve dne, České Budějovice

- 2009 Labyrinty. Kolín (v rámci festivalu Funkeho Kolín 09) [7]

- 2007 Fotografie. Dům umění, Opava

- 2007 Obrazy. Galerie Měsíc ve dne, České Budějovice [8]

- 2006 Fotografie 02–05. Národní Galerie v Praze, Veletržní palác

- 2006 Fotografie. Dům umění, České Budějovice

- 2002 Někde. Galerie Měsíc ve dne, České Budějovice

- 2002 Kdesi–cosi. Galerie Emila Filly, Ústí nad Labem (společně s Michalem Škodou)

- 2000 Aura vacui. Galerie Pecka, Praha

- 1998 O jednom. Dům umění, České Budějovice [11]

- 1998 O jednom jinak. Galerie U Bílého jednorožce, Galerie Klatovy / Klenová